# 本拳
本拳（ほんけん）は、拳遊び一種の数拳の一つ。長崎拳（ながさきけん）とも。
元禄年間に中国より長崎を通じて伝来し酒席で遊ばれ、天保年間に盛んになったといわれる。

## 遊び方
2人以上が合い向かって片手の五指を素早く屈伸させ，全員の出した指数の合計を先に言い当てた者を勝ちとする。